# Задача про хід коня

Анімація проходження коня через усі клітинки поля шахової дошки 5 x 5

Задача про хід коня — задача про знаходження маршруту шахового коня, що проходить через усі поля шахівниці по одному разу.
Ця задача відома принаймні з XVIII століття. Леонард Ейлер присвятив їй велику роботу «Вирішення одного цікавого питання, яке, здається, не підпорядковується жодному дослідженню» (датується 26 квітня 1757 року). У листі до Гольдбаха він повідомляв:«… Спогад про запропоноване колись мені завдання послужив для мене нещодавно приводом до деяких тонких вишукувань, до яких звичайний аналіз, як здається, не має ніякого застосування … Я знайшов, нарешті, ясний спосіб знаходити скільки завгодно рішень (число їх, однак, не нескінченне), не роблячи проб.» Окрім розгляду завдання для коня, Ейлер розібрав аналогічні завдання і для інших фігур.
У термінах теорії графів кожен маршрут коня, що проходить через всі поля шахівниці, відповідає гамільтоновому шляху (або циклу, якщо маршрут замкнений) у графі ходів коня — графі, вершинами якого є поля дошки, і два поля з'єднані ребром, якщо з одного можна потрапити на інше за один хід коня.
Кількість всіх замкнутих маршрутів коня (гамільтонових циклів) без урахування напрямку обходу дорівнює 13 267 364 410 532 (кількість замкнутих маршрутів з урахуванням напрямку в два рази більше). У той же час завдання підрахунку всіх можливих незамкнутих маршрутів значно складніше і не вирішене досі. Відомо, що кількість незамкнутих маршрутів не перевищує числа сполучень {\displaystyle {\binom {168}{63}}\approx 1.2\cdot 10^{47}}.

## Методи вирішення

### Метод Ейлера і Вандермонда

#### Метод Ейлера
Метод Ейлера полягає в тому, що спочатку кінь рухається за довільним маршрутом, поки не вичерпає всі можливі ходи. Потім непройдені клітинки, що залишилися, додаються в зроблений маршрут (після спеціальної перестановки його елементів).
Розглянемо як приклад наступний маршрут:
| 55 | 58 | 29 | 40 | 27 | 44 | 19 | 22 |
| 60 | 39 | 56 | 43 | 30 | 21 | 26 | 45 |
| 57 | 54 | 59 | 28 | 41 | 18 | 23 | 20 |
| 38 | 51 | 42 | 31 | 8  | 25 | 46 | 17 |
| 53 | 32 | 37 | a  | 47 | 16 | 9  | 24 |
| 50 | 3  | 52 | 33 | 36 | 7  | 12 | 15 |
| 1  | 34 | 5  | 48 | b  | 14 | c  | 10 |
| 4  | 49 | 2  | 35 | 6  | 11 | d  | 13 |

Спочатку спробуємо з незамкненого маршруту зробити замкнений. Для цього розглянемо, куди можна піти з полів 1 та 60. З поля 1 можна піти на поля 2, 32 і 52, а з 60 — на 29, 51 і 59. У ціх двох наборах є поля, що розрізняються на одиницю, а саме — 51 і 52. Завдяки цьому можна зробити маршрут замкнутим, звернувши його частини. Для цього пронумеруємо поля з 52 по 60 в зворотньому порядку. Після цього ми отримаємо замкнений маршрут:
| 57 | 54 | 29 | 40 | 27 | 44 | 19 | 22 |
| 52 | 39 | 56 | 43 | 30 | 21 | 26 | 45 |
| 55 | 58 | 53 | 28 | 41 | 18 | 23 | 20 |
| 38 | 51 | 42 | 31 | 8  | 25 | 46 | 17 |
| 59 | 32 | 37 | a  | 47 | 16 | 9  | 24 |
| 50 | 3  | 60 | 33 | 36 | 7  | 12 | 15 |
| 1  | 34 | 5  | 48 | b  | 14 | c  | 10 |
| 4  | 49 | 2  | 35 | 6  | 11 | d  | 13 |

Тепер можна додати в маршрут деякі з непройдених клітинок. Оскільки наш маршрут замкнений, то його можна розірвати в довільному місці і до одного з кінців причепити відповідний ланцюжок з непройдених клітинок. Наприклад, якщо розірвати ланцюжок у клітинці 51 (перенумерувати клітинки і зробивши її останньою, а 52 — першою), то зможемо подовжити наш ланцюжок на клітинки a, b і d, які стануть клітинками 61, 62 і 63.

#### Метод Вандермонда
Александр Вандермонд спробував звести задачу до арифметичної. Для цього він позначав маршрут коня по дошці у вигляді послідовності дробів {\displaystyle {\frac {x}{y}}}, де x і y — координати поля на дошці. Очевидно, що в послідовності дробів, що відповідає ходам коня, різниця чисельників двох сусідніх дробів може бути тільки 1 або 2, притому, що різниця їх знаменників становить відповідно 2 або 1. Крім того, чисельник і знаменник не можуть бути менше 1 і більше 8.
Його метод знаходження відповідної послідовності аналогічний методу Ейлера, але дозволяє знаходити маршрути коня тільки для дошки парної розмірності.

### Правило Варнсдорфа
Правило Варнсдорфа, що є різновидом жадібного алгоритму для відшукання маршруту коня, формулюється так:
При обході дошки кінь повинен ставати на те поле, з якого можна піти на мінімальне число ще не пройдених полів. Якщо таких полів кілька, то можна піти на будь-яке з них.

## Цікаві маршрути

### Маршрут Яниша
| 50 | 11 | 24 | 63 | 14 | 37 | 26 | 35 |
| 23 | 62 | 51 | 12 | 25 | 34 | 15 | 38 |
| 10 | 49 | 64 | 21 | 40 | 13 | 36 | 27 |
| 61 | 22 | 9  | 52 | 33 | 28 | 39 | 16 |
| 48 | 7  | 60 | 1  | 20 | 41 | 54 | 29 |
| 59 | 4  | 45 | 8  | 53 | 32 | 17 | 42 |
| 6  | 47 | 2  | 57 | 44 | 19 | 30 | 55 |
| 3  | 58 | 5  | 46 | 31 | 56 | 43 | 18 |

Цей маршрут цікавий у багатьох відношеннях: він утворює напівмагічний квадрат, а при повороті дошки на 180° перша половина маршруту (номери з 1 до 32) переходить у другу (номери з 33 по 64).

## Узагальнення на довільні дошки

### Замкнуті маршрути

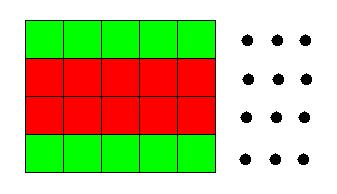

Кількість замкнутих маршрутів з урахуванням напрямку в два рази більша. Замкнені маршрути існують на дошках {\displaystyle n\times n} для всіх парних {\displaystyle n\geqslant 6} (послідовність A001230 з Онлайн енциклопедії послідовностей цілих чисел, OEIS).

### Незамкнуті маршрути

Для неквадратних дощок незамкнений обхід конем існує тільки при виконанні таких умов: якщо одна сторона дошки дорівнює 3, то інша повинна бути або 4, або не менше 7; якщо ж обидві сторони більші 3, то обхід конем можливий на всіх дошках, крім 4 × 4. Зокрема, незамкнуті маршрути існують на квадратних дошках {\displaystyle n\times n} для всіх {\displaystyle n\geqslant 5}. Кількість незамкнутих маршрутів на дошках {\displaystyle n\times n} утворює послідовність A165134 з Онлайн енциклопедії послідовностей цілих чисел, OEIS.

## Реалізація задачі про хід коня мовою програмування С++
Нижче наведено програмну реалізацію мовою програмування С++.
```
#include
 
"stdafx.h"

#include
 
<stdlib.h>

#include
 
<stdio.h>

#include
 
<iostream>

#include
 
<time.h>

 

using
 
namespace
 
std
;

 

#define move_types 8

 

int
 
possible_moves
[
move_types
][
2
]
  
=
 
{

        
{
-1
,
 
-2
},
 
{
-2
,
 
-1
},
 
{
-2
,
  
1
},
 
{
 
1
,
 
-2
},

        
{
-1
,
  
2
},
 
{
 
2
,
 
-1
},
 
{
 
1
,
  
2
},
 
{
 
2
,
  
1
}
 

};

 

int
 
**
global
;
       

int
 
size_x
,
 
size_y
;
          

int
 
max_moves
,
 
back_ret
;

 

 

int
 
move_possible
(
int
 
x
,
 
int
 
y
)
 

{

        
return
 
x
 
>=
 
0
 
&&
 
y
 
>=
 
0
 
&&
 
x
 
<
 
size_x
 
&&
 
y
 
<
 
size_y
 
&&
 
global
[
x
][
y
]
 
==
 
0
;

}

 

 

int
 
find_path
(
int
 
cur_x
,
 
int
 
cur_y
,
 
int
 
move_num
)

{

        
int
 
next_x
 
=
 
0
,
 
next_y
 
=
 
0
;

        
global
[
cur_x
][
cur_y
]
 
=
 
move_num
;

        

        
if
(
move_num
 
>
 
max_moves
)

                
return
 
1
;

 

        
for
(
int
 
i
 
=
 
0
;
 
i
 
<
 
move_types
;
 
i
++
)

        
{
       
next_x
 
=
 
cur_x
 
+
 
possible_moves
[
i
][
0
];

                
next_y
 
=
 
cur_y
 
+
 
possible_moves
[
i
][
1
];

                
if
(
move_possible
(
next_x
,
 
next_y
)
 
&&
 
find_path
(
next_x
,
 
next_y
,
 
move_num
 
+
 
1
))

                
return
 
1
;

        
}

 

        
global
[
cur_x
][
cur_y
]
 
=
 
0
;

        
back_ret
++
;

        
move_num
++
;

        
return
 
0
;

}

 

 

 

void
 
main
()
 

{

setlocale
 
(
LC_ALL
,
""
);

 

int
 
i
,
nrows
,
ncols
,
sy
,
sx
,
**
desc
 
=
 
NULL
;

time_t
 
start
,
end
;

cout
<<
"Введіть розмір дошки (від 2 до 8) :"
<<
endl

 
<<
"по осі 
\"
X
\"\t
"
;
 
cin
>>
size_x
;

cout
<<
"по осі 
\"
Y
\"\t
"
;
cin
>>
size_y
;

if
(
size_x
>
8
||
size_x
<
2
||
size_y
>
8
||
size_y
<
2
)

{
cout
<<
"Неправильний розмір"
;
system
(
"pause"
);
return
;}

cout
<<
"Введіть початкові координати:"
<<
endl

 
<<
"Координата по осі
\"
X
\"\t
"
;
cin
>>
sx
;

cout
<<
"Координата по осі
\"
Y
\"\t
"
;
cin
>>
sy
;

 

 

desc
 
=
 
(
int
 
**
)
malloc
(
sizeof
(
int
)
 
*
 
size_x
);

for
(
i
 
=
 
0
;
 
i
 
<
 
size_x
;
 
++
i
)
 

        
desc
[
i
]
 
=
 
(
int
 
*
)
malloc
(
sizeof
(
int
)
 
*
 
size_y
);

 

back_ret
 
=
 
0
;

global
 
=
 
desc
;

max_moves
 
=
 
size_x
 
*
 
size_y
 
-
 
1
;

 

for
(
int
 
i
 
=
 
0
;
 
i
 
<
 
size_x
;
 
++
i
)
 
{

        
for
(
int
 
j
 
=
 
0
;
 
j
 
<
 
size_y
;
 
++
j
)

                
global
[
i
][
j
]
 
=
 
0
;

}

 

 

if
(
find_path
(
sx
,
 
sy
,
 
1
)){

 
cout
<<
"___________________________________________"
<<
endl

  
<<
"
\t
*********Розв
\'
язок*********"
<<
endl

  
<<
"___________________________________________"
<<
endl
;

 
for
(
int
 
i
 
=
 
0
;
 
i
 
<
 
size_x
;
 
++
i
)
 
{

  
cout
<<
endl
;

  
for
(
int
 
j
 
=
 
0
;
 
j
 
<
 
size_y
;
 
++
j
)

    
cout
<<
global
[
i
][
j
]
<<
"
\t
"
;

    
cout
<<
endl
;}
 

 
cout
<<
"___________________________________________"
<<
endl
;

}

else
 
cout
<<
"Немає розв
\'
язку"
<<
endl
;

 

 

for
(
i
 
=
 
0
;
 
i
 
<
 
size_x
;
 
++
i
)

        
free
(
desc
[
i
]);

free
(
desc
);

 

system
(
"pause"
);

}

```